# Ofotbanen AS

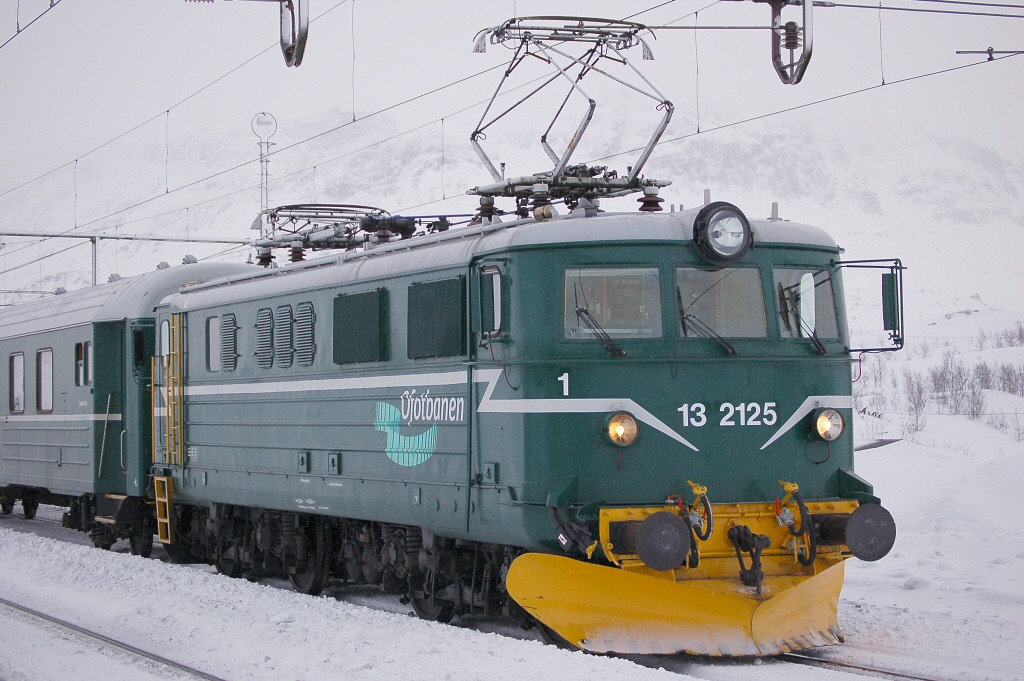
Elektrická lokomotiva El.13 2122 společnosti Ofotbanen AS

Ofotbanen AS (VKM: OBAS) byl norský železniční dopravce se sídlem v Narviku. Zabýval se provozováním osobní i nákladní dopravy v Norsku a Švédsku, především na trati Ofotbanen/Malmbanan.

## Osobní doprava
Společnost byla formálním provozovatelem pravidelných osobních vlaků, které do Narviku směřovaly ze Švédska. Na těchto vlacích byly však nasazovány vozy i lokomotivy provozovatele na švédské straně, tedy Veolia Transport Sverige.
Kromě toho společnost provozovala charterové vlaky z Narviku do stanice Riksgränsen na švédské straně norsko-švédské hranice.

## Nákladní doprava
Firma se zabývala vozbou ucelených vlaků mezi Norskem a Švédskem. Mezi nejčastěji přepravované komodity patřil magnetit pro úpravny těžební společnosti LKAB nebo dřevo. Firma se také zabývala nepravidelnou přepravou nadrozměrných zásilek.
Jednou týdně firma provozovala kontejnerový vlak Narvik - Moskva. Ofotbanen AS zajišťovala jeho vozbu mezi Narvikem a stanicí Tornio na švédsko-finské hranici.

## Hnací vozidla

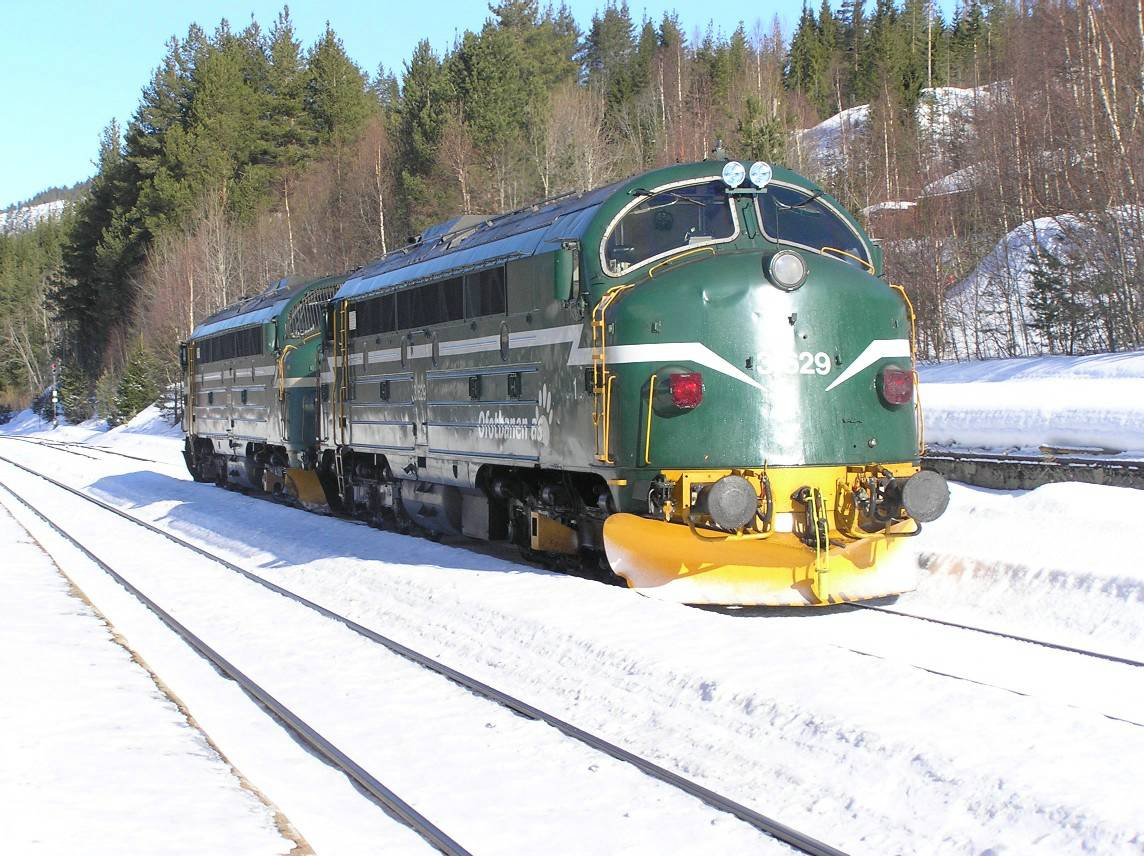
Lokomotivy řady Di.3 společnosti Ofotbanen AS

### Lokomotivy
Základem lokomotivního parku byly elektrické lokomotivy řady El.13 odkoupené od Norges Statsbaner (NSB) a CargoNet - v roce 2006 firma provozovala 3 kusy těchto strojů.
Zbývající lokomotivy byly motorové:
- 3 kusy lokomotiv řady Di.3 odkoupené od NSB
- 3 kusy lokomotiv řady T43 odkoupené od švédské firmy Banverket
- 1 malá posunovací lokomotiva řady Skd220c

### Elektrické jednotky
Pro charterové vlaky společnost používala dvě elektrické jednotky řady BM68A (168 míst 2. třídy) a jednu jednotku řady BM68B (140 míst 2. třídy). Obě jednotky firma odkoupila od NSB.